# 右田ヶ岳
右田ヶ岳（みぎたがだけ）は、山口県防府市にある標高426.0mの山である。

## 概要
防府市中心部から、佐波川を越えて北西方向にそびえる岩峰。標高からすると低い山のように思えるが、実際には切り立った花崗岩が多数露出している異様な山容で登山家たちに人気がある。険しい岩場も多く、ロープが張ってあるところもある。北には三谷山が連なる他、国道262号線を挟んだ西には西目山、佐波川を挟んで南東には天神山ある。山頂からは天気が良ければ、瀬戸内海から遠く四国山地、由布岳、鶴見岳が見える。
山麓には右田毛利家の菩提寺でもある天徳寺や防府市立右田小学校などがある。

## 登山ルート
登山口はいくつかあるが、大きく分けると勝坂（かっさか）登山口、天徳寺登山口、塚原登山口の３つがある。
- 勝坂登山口は、国道262号線沿いの勝坂砲台跡付近からの東進する。途中で登山道が本ルートと尾根ルート（岩尾根）の２つに分岐するが、山頂前で合流する。
- 天徳寺ルートは、右田小学校の脇から入って天徳寺の参道から登山道に入り、前岳（石船山）を経て山頂に達する。途中、観音堂などがある。なお、右田小学校付近には登山者用駐車場あり。
- 塚原登山口は、天徳寺より東側にある海宝寺跡近くの登山口から登る。このルートは山頂のやや北側に出るが、途中で"直登ルート"と呼ばれる険しい岩場を抜ける道もある。
- その他、塔之岡と呼ばれる墓地から登る北回りのルートもある。

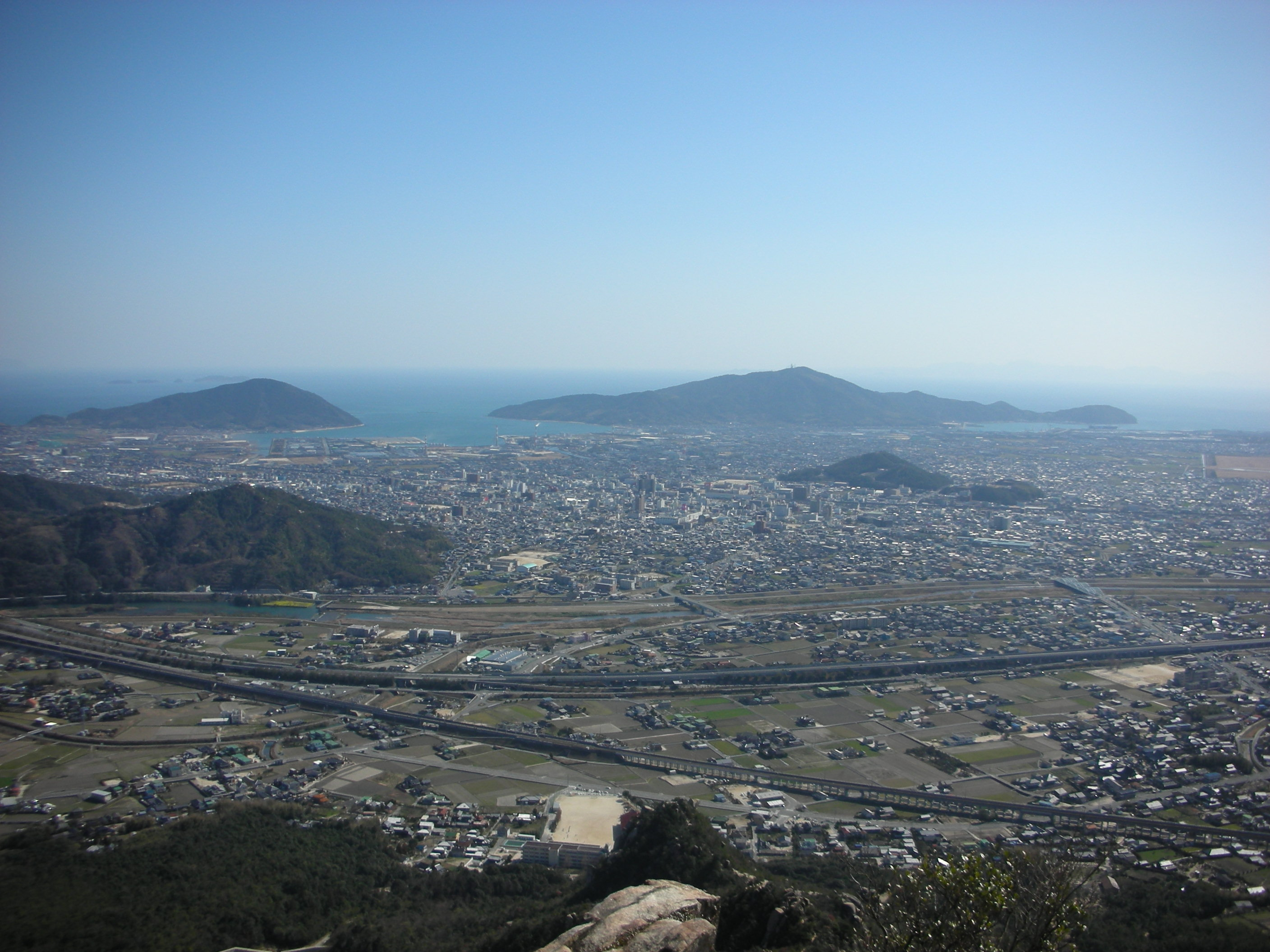
右田ヶ岳から南に防府平野を見る

## 右田ヶ岳城
この右田ヶ岳には、戦国時代の大内氏、後に毛利氏の拠点となった右田ヶ岳城が存在し、現在の頂上部は城の本丸部分である。